# Ribostamicina
La ribostamicina è un antibiotico aminoglicosidico solubile in acqua, ottenuto da Streptomyces ribosidificus od in alternativa per sintesi chimica. La ribostamicina è in grado di inibire un'ampia varietà di batteri sia Gram-negativi che Gram-positivi, ma non è attiva su lieviti o muffe. Ha le stesse proprietà e indicazioni della gentamicina, dalla quale si discosta solo per la presenza di un gruppo metilico -CH3. L'attività antibiotica sui batteri Gram-negativi è comparabile a quella della Kanamicina A. L'attività antimicrobica del farmaco, sia in vitro che in vivo, è stata spesso paragonata a quella di altri aminoglicosidi, quali gentamicina, ampicillina e lincomicina.

## Storia
Il farmaco fu sintetizzato dalla azienda farmaceutica Takeda Pharmaceutical Industries. Durante i primi trial clinici fu denominato antibiotico SF-733.

## Tossicità
Il valore della DL50 endovenosa nel topo è di 225 mg/kg.

## Farmacocinetica
La ribostamicina è assorbita solo in minima parte se somministrata per os. Per tale motivo può essere impiegato per via orale nel trattamento delle diarree.

Somministrato per via intramuscolare viene escreto per il 90% tramite filtrazione glomerulare.

## Usi clinici
Il farmaco venne utilizzato verso i batteri sensibili.
Risultati positivi, che confermano la buona risposta in vitro, sono stati segnalati anche in vivo nel trattamento di infezioni dell'apparato respiratorio e dell'apparato urinario sostenute da batteri Gram-negativi.. Esistono inoltre esperienze di utilizzo della ribostamicina nel trattamento delle comuni infezioni della cute.
Può essere utilizzata nelle forme setticemiche sostenute da enterobatteri, condividendo con la amikacina lo spettro antibatterico.

## Effetti collaterali
Come altri antibiotici aminoglicosidici la ribostamicina può determinare oto e nefrotossicità.

Sulla base di alcuni studi sui ratti sarebbe possibile rilevare che la ribostamicina tende ad essere leggermente meno nefrotossica rispetto alla kanamicina e molto meno quando paragonata alla dibekacina

L'ototossicità della ribostamicina in studi effettuati su cavie appare invece uguale od inferiore a quella della dactimicina ma più debole rispetto alla amikacina ed altri aminoglicosidi.

Raramente il farmaco può determinare la comparsa di eritrodermia.